# Дуранкулашки некропол
Дуранкулашкият неолитен и енеолитен некропол е един от най-големите некрополи в Югоизточна Европа с разкрити 1200 гроба. На територията на некропола все още има непроучени сектори, в които се очаква откриването на допълнителни погребения. Подобно на Варненския халколитен некропол, и тук са разкрити погребения, съдържащи златни украшения. Хронологически златните находки от Дуранкулак, които са от края на ранния енеолит — култура Хаманджия IV — предхождат тези от култура Варна, поради което, за сега, се приема, че това е най-ранното обработено злато, открито в Европа.
Резултатите от археологическите проучвания на Дуранкулашкия некропол предоставят изключително ценна информация относно погребалните практики, ритуалните норми и социалната структура на праисторическите общности, обитавали Добруджа през късния неолит и енеолита (ок. 5200–4200 г. пр. Хр.). Анализът на погребалните инвентари, положението на телата и гробните конструкции свидетелства за съществуването на ясно изразена социална диференцияция още в тази ранна фаза от човешката история.
Част от най-значимите находки – включително антропоморфна пластика, керамика, медни и костни изделия, както и златни артефакти – са изложени в постоянните експозиции на: Регионалния исторически музей в град Добрич (РИМ–Добрич) и Националния исторически музей в София (НИМ–София). Ограничен брой експонати, представящи както селищния, така и некрополен контекст, могат да бъдат видени и във временната изложба на Зеления образователен център в град Шабла и сбирката в читалището в с. Дуранкулак.
Некрополите при Дуранкулак — праисторически, антични и средновековни — са проучвани в периода 1976–1990 г. под ръководството на проф. Хенриета Тодорова, Кирил Ботов и Тодор Димов. При археологическите изследвания участва широк кръг от специалисти — археолози, антрополози, археозоолози и други — от България, Русия, Германия, Словакия и редица други европейски държави.

## Местоположение
Дуранкулашкият некропол се намира на западния бряг на Дуранкулашкото езеро, на около 360 метра югозападно от прочутата праисторическа селищна могила Големия остров. Разположен е върху първата надзаливна тераса на разклонение на Шабленската река — сравнително високо, добре дренирано място, подходящо за трайно използване в различни праисторически и исторически периоди. Теренът е с лек наклон на изток към езерото, което осигурява естествен отток и защита от наводнения.
Геоморфологично, районът е част от Добруджанското плато и се характеризира с льосови и алувиално-делувиални отложения, върху които се формират тераси и наносни равнини. Първата надзаливна тераса, върху която се разполага некрополът, е формирана в късноплейстоценски и холоценски периоди, и предоставя подходящо място за погребения.
Стратиграфски, некрополът включва няколко периода, като най-ранните принадлежат на края на V хил. пр. Хр. и са свързани с късната фаза на културата Хаманджия (тип Дуранкулак). Над тях се намират антични и средновековни погребения, свидетелстващи за дългото използване на мястото като свещена територия. В някои сектори са засвидетелствани и застъпване на по-ранни гробове с такива от по-късни епохи.
Съвременно състояние: днес теренът на некропола е трудно достъпен, обрасъл с ниска храстовидна и тревиста растителност. Липсата на поддържана инфраструктура и маркировка затруднява идентифицирането му на терен. Въпреки това, той остава от голямо научно значение и представлява потенциал за бъдещи изследвания. Районът не е изцяло проучен, а в непроучените участъци се очаква да бъдат открити нови погребения и структури. Съществува необходимост от консервационни и охранителни мерки за запазване на археологическия ресурс.

## Праисторическият некропол при Дуранкулак
Дуранкулашкият праисторически некропол е световноизвестен археологически обект, представляващ важна част от археологическия комплекс „Дуранкулак“. Той е сред най-мащабните и системно проучвани праисторически некрополи в Югоизточна Европа, с повече от 1200 документирани погребения, датиращи основно от края на V и началото на IV хилядолетие пр. Хр. — период, съответстващ на късния енеолит (културен комплекс Варна).
Значението на обекта надхвърля регионалното ниво и има фундаментално място в дебатите за началото на социалната диференциация, появата на елити и развитието на ранната металургия в Европа. Именно от Дуранкулак произхождат някои от най-ранните златни изделия, познати досега на Стария континент — по-ранни дори от тези от известния Варненски халколитен некропол.
Некрополът често се цитира в авторитетни международни изследвания, като тези на: Жан-Пиер Мохен (в контекста на началото на металната култура), Йоханес Мюлер (по отношение на социалната диференциация в неолитните общества) и Дъглас Бейли (във връзка с визуалната култура и телесната репрезентация в енеолитните некрополи). Освен това, Дуранкулак се разглежда в контекст с други ключови обекти в Европа като: Тисаполгар (Tiszapolgár, Унгария), Черна (Cerna, Румъния) и Камег (Kamegg, Австрия) — в контекста на трансрегионалните мрежи за обмен и общи символни системи през късния неолит и енеолита.
Благодарение на своята изключителна цялостност, продължителност на използване и богатството на находки, Дуранкулашкият некропол е признат като обект с международно значение, включван в сравнителни археологически анализи, представян на множество български и чуждестранни научни форуми, изложби и публикации.
Това е най-големият праисторически некропол, проучван досега в Европа. В него са разкрити над 1200 погребения, датиращи от различни етапи на праисторията: късния неолит (култура Хаманджия I–II), ранния енеолит (Хаманджия III–IV), късния енеолит (култура Варна), както и от преходния период между енеолита и ранната бронзова епоха. Наличието на толкова разнообразни и последователни културни слоеве прави некропола при Дуранкулак уникален източник на информация за развитието на погребалните практики, социалната стратификация и духовния живот в праисторическа Добруджа и Югоизточна Европа като цяло. На това място са открити и археологически структури от други исторически периоди, включително антични каменни конусовидни съоръжения (тип толос), античен некропол със сарматски погребения, както и останки от ранносредновековни сгради.
Некрополът се развива пространствено от северозапад към югоизток. Най-ранните погребения, датиращи от късния неолит (култура Хаманджия I–II), са локализирани в най-западната част на некропола. Именно в този сектор са концентрирани и значителна част от античните погребения, което свидетелства за преизползването на сакралното пространство през различни епохи.
Резултатите от археологическите проучвания на Дуранкулашкия некропол предоставят убедителни данни за спецификата на погребалните практики, характерни за две от големите праисторически култури, представени на територията на днешна България — Хаманджия и Варна.
За разлика от погребенията, свързани с култура Хаманджия, тези от периода на култура Варна са често покрити с каменни плочи, които вероятно са изпълнявали функция на визуални или ритуални маркировки. В рамките на некропола може да се проследи определена приемственост между погребалните обичаи на двете култури, обхващаща прехода от късния неолит и ранния енеолит (култура Хаманджия I–IV) както и тези през късния енеолит (култура Варна).
Характерна черта на погребалната традиция е разграничението по пол: мъжете обикновено са погребвани по гръб в изпъната поза, докато жените — в странична, свита (хокер) позиция, обърнати наляво или надясно. Гробовете най-често са ориентирани по оста север–юг, макар да се наблюдават и изключения. Интересен паралел се открива във факта, че и сградите от същия период, разкрити в праисторическото селище на Големия остров, също са изградени с ориентация север–юг, което подсказва за по-широки културни константи в пространствената организация на живота и смъртта.
В некропола са открити и символични погребения — кенотафи в някои от които тялото на починалия е заменено с глинена антропоморфна фигурка. Този факт, не без основания, поставя на сериозно изпитания виждането, че праисторичиските фигурки са били изображения на божества, респективно на Великата богиня-майка.
Антропологическите материали от некропола при Дуранкулак са обект на множество интердисциплинарни изследвания, включващи анализи в областта на физическата антропология, генетиката, биохимията и археометрията. Особено значими са резултатите от ДНК анализите и радиовъглеродното (С¹⁴) датиране, които допринасят за по-прецизното хронологизиране на погребенията, както и за изясняване на генетичния произход, популационната структура и биологичната еволюция на праисторическите общности, населявали района на Северна Добруджа.(C14) Данните от тези изследвания обаче не винаги се приемат еднозначно.
Генетичните данни разкриват висока степен на автохтонност, но също така и наличието на контакти с други популации от Балканския и Карпатския ареал. Радиовъглеродните дати, получени чрез AMS метод, потвърждават използването на некропола от края на V-то до началото на III-то хил. пр. Хр., като също така очертават преходите между културните фази — от късния неолит (култура Хаманджия I–II), през ранния и късен енеолит (култура Хаманджия III–IV и култура Варна, до началото на бронзовата епоха.
В некропола при Дуранкулак са разкрити 750 погребения, принадлежащи към културата Хаманджия (късен неолит – ранен енеолит), 440 погребения от периода на култура Варна (късен енеолит), както и 17 погребения, свързвани с т.нар. Прото-Ямна култура – културен комплекс, характерен за преходния етап между енеолита и ранната бронзова епоха.
Допълнително са открити 45 елинистически погребения, голяма част от които формират самостоятелна погребална зона, определена като “Дуранкулак – античен некропол”. Този античен некропол се намира в западната периферия на основния Дуранкулашки некропол и се характеризира със самостоятелна гробна номерация, отделена от тази на праисторическите погребения.
Освен гробни съоръжения, в рамките на некропола са регистрирани и разнообразни култови структури от античността, включително толоси (каменни конусовидни съоръжения), ритуални ями и култови площадки, които свидетелстват за продължителното сакрално използване на територията в продължение на хилядолетия.

### Хронология на проучванията
| Година | Гроб номер  | Брой | Процент | култ. Хаманджия брой | култ. Варна брой | Прото-Ямна брой | Античност брой | Фотография | Описание                                                                                                | Статистика |
| ------ | ----------- | ---- | ------- | -------------------- | ---------------- | --------------- | -------------- | ---------- | --- | ---------- |
| 1979   | 1 — 9       | 12   | 0,9%    | 2                    | 8                | 0               |                |            | Гроб №1 in situ (Късен енеолит, култура Варна)                                                          |            |
| 1980   | 10 — 49     | 49   | 3,8%    | 43                   | 2                | 3               |                |            | Гроб №46♂ in situ (Късен неолит, култура Хаманджия I-II)                                                |            |
| 1981   | 50 — 215    | 172  | 13,5%   | 145                  | 20               | 7               |                |            | Гроб №197♂ in situ (Късен енеолит, култура Варна)                                                       |            |
| 1982   | 216 — 330   | 120  | 9,5%    | 24                   | 14               | 0               |                |            | Гроб №245♀ in situ (Късен енеолит, култура Варна II–III)                                                |            |
| 1983   | 331 — 446   | 115  | 9,0%    | 53                   | 57               | 0               |                |            | Гроб №366♀ in situ (Ранен енеолит, култура Хаманджия IV)                                                |            |
| 1984   | 447 — 588   | 147  | 11,6%   | 83                   | 61               | 1               |                |            | Гроб №453 in situ, кенотаф с женска глинена фигурка (Късен енеолит, култура Варна I)                    |            |
| 1985   | 589 — 689   | 70   | 5,5%    | 77                   | 32               | 0               |                |            | Гроб №593♂ in situ (Късен енеолит, култура Варна III)                                                   |            |
| 1986   | 690 — 754   | 70   | 5,5%    | 39                   | 24               | 0               |                |            | Гроб №738♂ in situ (Късен енеолит, култура Варна III)                                                   |            |
| 1987   | 756 — 874   | 131  | 10,3%   | 76                   | 32               | 0               |                |            | Гроб №825♂ in situ (Ранен енеолит, култура Хаманджия IV)                                                |            |
| 1988   | 875 — 1034  | 167  | 13,3%   | 134                  | 21               | 4               |                |            | Погребение на дете в питос и тризна от 6 съда. Гроб №972 in situ (Ранен енеолит, култура Хаманджия III) |            |
| 1989   | 1035 — 1160 | 128  | 10,1%   | 64                   | 58               | 0               |                |            | Останки от гроб №1084♂ in situ (Късен енеолит, култура Варна II–III)                                    |            |
| 1990   | 1161 — 1203 | 45   | 3,5%    | 12                   | 13               | 2               |                |            | Кремъчна суперпластина и керамични съдове от гроб №1162♀ in situ (Късен енеолит, култура Варна III)     |            |

## Неолитни погребения в Дуранкулак-некропола
Неолитните погребения в Дуранкулак принадлежат към периода на късния неолит и се свързват с култура Хаманджия I–II. В този етап селището не е било разположено на Големия остров, а на западния бряг на Дуранкулашкото езеро — в местността, позната като Дуранкулак-нивата. Именно там е документирана и най-ранната фаза на културата Хаманджия — фаза Блатница, която свидетелства за установяването на първите земеделски общности в района.
Специфичните природни условия на Добруджа — характерни с относително сух климат, по-слабо развита хидрография и различен ландшафтен режим — са основна причина за по-късната неолитизация на този регион. Добруджа се счита за най-късно неолитизираната територия в днешна България.
Откритията в Дуранкулашкия некропол предоставят ключови доказателства за североизточния маршрут на неолитизация, по който културни влияния и популации навлизат в района от територии, разположени на север и североизток от Балканския полуостров.
От периода на късния неолит в Дуранкулашкия некропол са открити 196 погребения. Това е 16,4% от всички проучени погребения. Погребалните ями са плитки, без характерните за култура Варна покрития от каменни плочи.

### Погребални дарове и социален статус през неолита
Дуранкулашкият некропол предоставя изключително богата и структурирана база от археологически данни, която позволява реконструкция на динамиките на социалното неравенство в праисторическите общества на Балканите през късния неолит и енеолита. Благодарение на значителния брой (над 1200) и добрата запазеност на погребенията, той се превръща в ключов емпиричен ресурс за анализ на социалната стратификация и нейната еволюция във времето.
Наличието или отсъствието на специфични икономически ресурси и предмети в гробния инвентар — злато, мед, оръжие, керамика и украшения — се интерпретира като индикатор за социалния статус на погребаните индивиди. Тези данни свидетелстват за наличието на йерархични различия в рамките на общността и за процесите на социална диференциация, започнали още в праисторическия контекст.
В специализираната археологическа литература често се изказва хипотезата, че икономическият просперитет в праисторическите общества води до временна стабилизация или дори редуциране на социалното неравенство, докато периодите на икономически упадък създават условия за неговото нарастване. Дуранкулак предоставя рядка възможност за наблюдение на така наречения „групов ефект“ от икономическите процеси върху социалната структура — например чрез пространственото групиране на богати погребения, чрез вариации в ритуалните практики или чрез изменението на гробните конструкции в различни хронологически фази.
В този контекст именно Дуранкулашкият некропол позволява проследяване на пряката взаимовръзка между нарастващото социално неравенство, структурните трансформации и признаците на конфликти, които бележат края на енеолитната епоха. Археологическите данни от некропола потвърждават, че още в праисторическите общества неравномерният достъп до природни ресурси — земя, минерални находища, водоизточници — поражда икономическа асиметрия, която от своя страна генерира социална стратификация. Концентрацията на такива ресурси в ръцете на ограничена социална прослойка увеличава възвръщаемостта от тяхната експлоатация, създавайки предпоставки за натрупване на богатство и престиж, както и за легитимиране на социални привилегии. Този процес намира материален израз в гробния инвентар и погребалните практики: чрез използване на предмети от „луксозни“ суровини (обработено злато, мед и други), чрез присъствието на „вносни“ материали, специфични гробни конструкции, пространствени маркери и/или липсата, чрез индивидуализирани ритуални действия и други. Всичко това отразява една развиваща се социална диференциация, която с течение на времето води до нарастващо вътрешно напрежение и провокира социални трансформации в праисторическите общности. Дуранкулакулашкият некропол, с неговата изключителна стратиграфия и обширна документация, предоставя конкретни и измерими доказателства за тези процеси още в края на V и началото на IV хил. пр. Хр.¹⁰
- Дуранкулак-некропола. Погребения от времето на ранния енеолит – култура Хаманджия III (гроб 626♀ (женско погребение) и 634♂ (мъжко погребение )
- Дуранкулак-некропола. Глинени антропоморфни фигурки открити под главата на погребаната в гроб 626♀ (женско погребение). Ранен енеолит – култура Хаманджия III
- Керамичен съд с антропоморфен капак от некропола при Дуранкулак, култура Хаманджия III (РИМ-Добрич)
- Масивни гривни направени от мида Spondilus. Дуранкулак-некропола, гроб 644♂, ранен енеолит – култура Хаманджия III (РИМ-Добрич)
- Огърлица от млечните зъби (Grandel) на благороден елен Cervus elaphus. Дуранкулак-некропола, гроб 49♂ (мъжко погребение), ранен енеолит – култура Хаманджия III (РИМ-Добрич)
- Реконструкция на колан с цилиндрични маниста  направени от черупката на морски мекотели – мида Spondylus. Дуранкулак-некропола, гроб 49♂ (мъжко погребение), ранен енеолит – култура Хаманджия III (РИМ-Добрич)
- Украшения направени от черупките на морски мекотели – мида Spondylus открити при проучването на некропола при Дуранкулак, ранен енеолит, култура Хаманджия (РИМ-Добрич)
- Обшивката на връхна дреха (?) направена от черупките на мида Денталиум (Dentalium).[21] Притежаването на тези черупки се счита за символ на висок социален статус. Дуранкулак-некропола, гроб 609♂ (мъжко погребение), ранен енеолит – култура Хаманджия III (еспозиционен модул на РИМ-Добрич)

## Енеолитните погребения в Дуранкулак-некропола
Към края на ранния енеолит (култура Хаманджия фаза IV) в Дуранкулашкия некропол се наблюдава поява на полова и възрастова диференциация при изграждането на гробните съоръжения, изразена чрез различна дълбочина на погребенията. Археологическите данни показват, че детските погребения са полагани в най-плитки гробни ями, докато мъжките гробове са в най-дълбоките такива. Това вероятно отразява различна ритуална значимост и социален статус, приписвани на възрастта и пола на индивидите в рамките на общността. Тази тенденция се запазва и през късния енеолит (култура Варна).

### Антропологическа характеристика на енеолитното население
В Дуранкулашкия некропол съществуват убедителни археоантропологични и културни индикации, че през късния енеолит (периодът на култура Варна, ок. 4500–4150 г. пр. Хр.) се осъществява смесване между местното население и мигриращи групи от вътрешността на Балканския полуостров. Това се установява въз основа на:
- морфологични различия (отчетени от антрополозите работили по некропола);
- вариации в погребалната обредност, включително разлики в ориентацията, позицията и конструкцията на гробовете;
- появата на инвентарни типове, характерни за други региони, които не са типични за класическата Варненска традиция.

Тези наблюдения предполагат културно и биологично взаимодействие, вероятно свързано с интензивни демографски процеси, обмен на ресурси и социална мобилност, характерни за края на енеолита. Подобни процеси са регистрирани и в други значими обекти като:
- Варненския енеолитен некропол, където се наблюдават различия в биологичния профил на индивидите погребани в различни сектори.[23][24]
- Гумелница (Южна Румъния), където културни влияния от запад и юг допринасят за типологичния облик на керамиката и орнаментите;
- Блатница (култура Хаманджия фаза I), с ясни признаци за междукултурен контакт и смесена погребална обредност.

Новите археогенетични изследвания също подкрепят тази теза. Те показват нарастващо генетично разнообразие в балканските популации през късния неолит и енеолит, включително интродукция на компоненти, характерни за централноевропейските и понтийско-каспийските степни зони.

### Погребални дарове и социален статус през енеолита
При археологическите проучвания на обекти от предписмения период на човешката история липсва възможност за събиране на писмени данни, които в по-късни епохи служат като основни индикатори за икономическата и социалната структура на дадено общество — като напр. сведения за приходи, разходи, данъци или собственост. Въпреки това, археологията разполага с широк инструментариум от индиректни методи, чрез които е възможно да се реконструира социалният статус на индивиди и да се направят заключения относно стратификацията в праисторическите общества.
В случая с Дуранкулашкия некропол, основен източник на информация са количественият и качественият анализ на гробния инвентар. Изследванията на броя, вида, материала и сложността на погребалните дарове позволяват да се проследят различията в социалния престиж, а оттам – и структурата на общността.
Показателен пример в тази насока е фактът, че в приблизително 15% от погребенията от ранния Хаманджийски период (култура Хаманджия I–II) са регистрирани кости от диво магаре (Equus hydruntinus) – вероятно символични или реални остатъци от консумация. През по-късните фази – Хаманджия III–IV и по време на култура Варна – такива находки напълно липсват. Това може да се интерпретира като отражение на икономически трансформации: от смесена икономика, зависима от лов и животновъдство, към такава, доминирана от интензивно земеделие, при която месото вече не играе роля на ритуален или статусен маркер.
Друг ясен индикатор за икономическо и социално развитие е увеличеното количество медни предмети, поставяни като гробни дарове в края на енеолита. Нарастването на техния брой, както и тяхната концентрация в ограничен брой погребения, се приема за пряко доказателство за икономическа зависимост от медната суровина и контрол върху производството и дистрибуцията на изделия от нея. Това от своя страна показва появата на нова йерархия, базирана на достъпа до ключови ресурси – суровини, технологии и търговски канали.
Анализът на данните от Дуранкулашкия некропол ясно показва динамиката на социалната стратификация в праисторическото общество по време на енеолита. По време на култура Хаманджия I–II, делът на погребенията без гробен инвентар е сравнително висок — 35,2%, което предполага относително хомогенно общество с ограничени социални разлики. През следващата фаза — култура Хаманджия III — този процент значително намалява до 19,2%, свидетелствайки за нарастващо значение на индивидуализираните погребални практики.
В периода на култура Хаманджия IV (ранен енеолит) се наблюдава нарастване на богатството концентрирано в отделни погребения, което представлява индикатор за формиране на социална диференциация. 
В началото на късния енеолит (фаза Варна I, ок. 4500–4400 г. пр. Хр.) се констатира временно изглаждане на социалните различия, което някои изследователи интерпретират като период на икономически просперитет и относително социално равенство. Тази тенденция обаче е краткотрайна. През следващите фази — Варна II–III (ок. 4400–4150 г. пр. Хр.) — социалното неравенство рязко се задълбочава. Данните показват, че голямо количество погребални дарове се концентрират в много ограничен брой гробове, докато останалите остават сравнително бедни. Това е категорично свидетелство за наличието на трайна социална стратификация към края на енеолитната епоха. Ясно доказателство в тази насока е поставянето на медни предмети само в определени гробове, което се наблюдава и в Варненския енеолитен некропол. Това отразяват системеният достъп до ценни суровини и контрол върху технологични и търговски мрежи, контролирани от ограничена социална прослойка. Това води до извода, че в ареала на култура Варна, към края на енеолита, вече е сформирaна заможна, властова прослойка, която реално вече напълно контролира ресурсите и развитието на общността.
В Дуранкулашкия некропол се установява, че в началото на ранния енеолит (култура Хаманджия фаза IV) погребалните дарове са изработвани предимно от местни суровини — кост, глина и камък. По това време предмети от привнесени (импортни) материали, като например мидени черупки от морски мекотели (включително такакива от Спондилус и Глицимерис) са рядкост и се срещат спорадично. Същевременно, в рамките на същия период се наблюдава нарастване употребата на мед и злато в погребалния инвентар. Според количествените анализи, в 42,3% от всички погребения от фаза IV на култура Хаманджия присъстват медни предмети, а в 9,6% — златни. Това свидетелства за увеличаващото се значение на металните суровини и тяхната обвързаност със социалния статус на погребаните индивиди.
Особено показателен е фактът, че едва 10% от целия погребален инвентар е съсредоточен в 60% от гробовете, което ясно демонстрира ранни прояви на социална диференциация още през ранния енеолит — фазите III и IV на култура Хаманджия. Това съотношение подсказва за формиране на неравномерно разпределение на ресурсите, което в по-късните периоди се задълбочава и води до формиране на траен социален елит.
Тенденцията за нарастване на социалната диференциация документирана при погребенията от времето на култура Хаманджия IV се променя в началото на късния енеолит — време на култура Варна I (ок. 4500–4400 г. пр. Хр.). През този период се наблюдава леко увеличаване броя на богатите погребения, което изследователите свързват с икономически просперитет и относителна социална уравновеленост в рамките на общността. Това се интерпретира като директна проекция на благоприятно икономическо развитие, отразено и в погребалната практика. Според данните от количествения анализ, медни артефакти се откриват в приблизително 40% от всички погребения, а златни предмети — в около 10%. Това показва сравнително широк достъп до ценни ресурси в този етап от развитието на културата Варна.
Важен индикатор за сложността на погребалния инвентар през Варна I е разнообразието на използваните материали е това, че в много от гробовете се откриват предмети, изработени от два до пет различни материала (напр. мед, кост, черупка, камък, глина). За сравнение, в по-късните фази — Варна II и III — този брой намалява, като погребалните дарове обикновено включват само изработени от един до три материала. Тази редукция в материалната палитра може да отразява икономическа или социална трансформация, включително концентрация на ресурси в ограничена прослойка, както и промяна в погребалната идеология.
През последния етап на късния енеолит — фазата Варна III — се наблюдава рязко намаляване на разпространението на метални погребални дарове. Данните показват, че медни предмети се срещат само в 27% от погребенията, а златни — едва в 4%. Тази силна концентрация на ценни ресурси в малък брой гробове представлява убедително доказателство за трайно социално разслоение, при което достъпът до престижни материали е бил ограничен до тясна елитна прослойка. Тази тенденция контрастира с по-ранния етап на култура Варна I, където разпределението на ценните материали е било значително по-масово. Изменението при възпроизводството на статуса документирано в гробния инвентар показва не само нарастваща социална асиметрия, но и факта, че контрола върху металургията и търговията се упражнява от ограничена група в обществото.
Макар и недоказуемо по категоричен начин, възможно е трайното социално разслоение да е довело до вътрешни социални напрежения или конфликти, които са имали пряка причинно-следствена връзка с разпада на цялостната културна система през късния енеолит. Подобна хипотеза е разглеждана и в съвременната праисторическа наука, където краят на култури с висока степен на разделение често се свързва с ресурсен дефицит, социална фрагментация и промени в търговските обменни практики.
- Дуранкулак-некропола. Огърлица от златни, карнеолови — халцедонови (червените) и ахатови (розово-белите) маниста от гроб №211♂ (мъжко погребение), късен енеолит, култура Варна (РИМ-Добрич)[28]

## Антични погребения и други структури открити в Дуранкулак-некропола

### Антични жертвени площадки, ями и толоси[29]и ями[30]
Районът, в който се намират елинистическите жертвени толоси и ями, е разположен непосредствено срещу „Големия остров“ – на леко наклонения на изток западен бряг на Дуранкулашкото езеро. Освен голям брой ритуални ями от елинистическия период, в този участък са проучени няколко толоса и няколко жертвени площадки, както и погребения от същото време. В същия район се намират и некрополите от неолита, енеолита и протобронзовата епоха, като на отделни места праисторическите погребения са частично нарушени от по-късните елинистически вкопавания.
Жертвените площадки открити в Дуранкулак имат различни форми: кръгли купчини от пепел със съдържание на керамика и животински кости; специално изградени каменни платформи; както и жертвени подиуми. 
Тук са открити и жертвени каменни толоси, които са оформени по сравнително унифициран начин. Най-често това са издигнати във височина каменните струпвания които имат крушовидна форма, по-рядко и цилиндрична такава. Те са вкопани в льоса, на дълбочина, достигаща над 2 м. Подовете им обикновено са опалени. Запълнителят им показва ясно изразена стратиграфия: редуващи се пластове от пепел с находки, единични камъни, пластове льос и чернозем. Ямите в които са “погребани” толосите са закривани с плочести камъни, част от които са открити пропаднали в дъното на яма.
На база морфологията и спецификата на запълнителя се разграничени четири основни типа жертвени ями:
- Тип 1: Ями със запълнител от пепел и пръст с находки, без наличието на каменна конструкция.
- Тип 2: Ями с подобен запълнител, но конструкции от плочести камъни – някои от тях поставени стреховидно или хоризонтално над жертвени дарове.
- Тип 3: Ями с подзидани стени, изцяло запълнени с камъни, срутили се от покривната конструкция.
- Тип 4: Малки по размер ями, съдържащи минимално количество находки.

Откритият в тях жертвен инвентар е изключително разнообразен и включва фрагменти от амфори, определени типове съдове, жертвени подноси (табли), оръжия, сечива, теракоти, украшения и животински кости. Палеоботанически анализи свидетелстват и за жертвоприношения на растителна основа. Разбира се, списъкът на възможните жертвени дарове, известен от античните писмени извори, включва и нетрайни вещества, които обаче тук не са оставили археологически следи.
Особен интерес представляват четири жертвени ями (№ 5, 7, 13 и 52), в които са открити цели човешки скелети. Това недвусмислено свидетелства за практикуване на човешки жертвоприношения, вероятно заимствано от трако-гетски племена от вътрешността (хинтерланда) на страната. Тези практики могат да бъдат свързани и с култа към богинята Кибела, разпространен в този регион през елинистическата епоха.
- Дуранкулак-некропола. Конусовидна каменна структура – толос. Яма №144, елинизъм, Гръцка колонизация

### Антични погребения и амфорни печати
В периода 1979–1990 г. на западния бряг на Дуранкулашкото езеро, в близост до село Дуранкулак, e проучен голям некропол, обхващащ хронологически късната новокаменна, каменно медната и протобронзовата епохи. При археологическите изследвания са проучени и 41 антични погребения, част от които попадат в границите на праисторическия некропол. Четири от тези гроба (№ 341, 407, 419 и 441), разположени в рамките на самия праисторически некропол, са изследвани през 1983 г. Номерацията на тези гробове следва общата последователна система, прилагана за теренната документация на западния бряг, като използва съчетание от арабски цифри и латински букви за обозначаване на квадратите.
Останалите 37 гроба са разкрити в различни етапи от проучванията на къснонеолитното селище Дуранкулак–Нивата. През 1983 г. са регистрирани гробове № 278, 280 и 282, а през 1989 г. – гробове № 1–3, 5, 7–11, 13, 18–22, 24, 28–37, 41, 43, 45, 47, 52, 59–60 и 99. Единствено гроб № 341 представлява погребение чрез трупоизгаряне, докато всички останали са извършени чрез трупополагане. Въз основа на морфологията и конструктивните особености на гробните съоръжения, те се разпределят в пет основни групи:
- I група: Правоъгълни гробни камери, изградени от големи масивни каменни плочи, покриващи гробовото пространство. Всички скелети са ориентирани с глава на запад. Примери: гробове № 278, 280, 282, 5, 7, 10, 20, 21, 24, 30, 35, 36, 43, 52 (общо 14).
- II група: Вкопани в льоса гробни ями с правоъгълна или овална форма и отвесни стени, понякога покрити с каменни плочи или необработени камъни. Телата на погребаните са положени с глава на запад. Примери: № 8, 18, 31, 32, 33, 34, 45 (общо 7).
- III група: погребения без каменно покритие, с отвесни стени и различна ориентация на скелетите – на изток, север или запад. Примери: № 1, 2, 3, 9, 11, 13, 29, 41 (общо 8).
- IV група: Правоъгълни или трапецовидни гробни ями с изсечена в дългата стена подкопана камера, затваряна с вертикално положени каменни плочи — ортостати. Ориентацията на скелетите варира (запад, изток, север). Примери: № 22, 28, 37, 47, 99 (общо 5).
- V група: Катакомби с дромос и камера, изсечени в льоса. Дълбочина – между 1,00 и 1,20 м. Примери: № 19, 59, 60 (общо 3); два скелета с глава на изток, един – на запад.

В някои случаи се наблюдава вторично използване на гробната камера, като костите на по-стар погребан индивид са събрани встрани. В други случаи има размествания на кости, но без наличие на вторични погребания. Почти всички гробове от този вид са без гробен инвентар, което вероятно се дължи на ограбване още в древността. 
По хронологични и типологични белези повечето от античните погребения в Дуранкулак могат да бъдат отнесени към ранноелинистическия период. Съоръженията от V група, както и част от IV група, вероятно се свързват с появата на късносарматски племенни групи обитаващи за кратко района на Дуранкулашкото езеро.
В Дуранкулак са открити общо 84 печата, поставени върху дръжките и шийките на амфори, 53 от които могат да бъдат датирани: с изключение на няколко, всички се отнасят към първата половина на III в. пр. Хр. Един печат е малко по-ранен, а четири – от втората половина на същия век. Някои затворени ямни комплекси съдържат печати с хронологически диапазон от до 50 години.
Печатите произхождат от следните производствени центрове: Тасос (28 бр.), Хераклея Понтика (2 бр.), Родос (24 бр.), Синопе (24 бр.), Кос (1 бр.), Херсонес (2 бр.) и няколко с неопределен произход (10 бр.). 
- Дуранкулак-некропола. Богато двойно погребение, гроб №18, Дуранкулак - античен некропол
- Дуранкулак-некропола. Антично погребение, гроб №341, Дуранкулак - античен некропол
- Дуранкулак-некропола. Кантарос. Яма №106, елинизъм, Гръцка колонизация
- Дуранкулак-некропола. Амфорен печат от Тасос. Яма №29, елинизъм, Гръцка колонизация

## Научни публикации за некропола при Дуранкулак

### Монографии
- 2002: H. Todorova (ed.). Durankulak II. Die prähistorischen Gräberfelder von Durankulak. Sofia 2002 (DAI Berlin) (ISBN 978-3-86757-015-2)
- 2016: H. Todorova (ed.). Durankulak III. Die hellenistischen Befunde. Berlin 2016 (DAI Berlin). (ISBN 978-3-86757-015-2)

### Студии, статии, събщения
- 1981. Тодорова, Х., Вайсов, И., Димов, Т. Археологическо проучване на праисторическия некропол при с. Дуранкулак, Толбухински окръг. — Археологически открития и разкопки през 1980, 26-та Нацианална археологическа конференция (София 1981) 17–18.
- 1983. Тодорова, Х., Димов, Т. Разкопки на праисторическия некропол при Дуранкулак, Толбухински окръг. — Археологически открития и разкопки през 1982, 28-ма Нацианална археологическа конференция (Плевен 1983) 14–15.
- 1983. Todorova, H. Ausgrabungen in Durankulak, Bezirk Tolbuchin, in der Periode 1975–1981. - Nachrichten aus Niedersachsens Urgeschichte 52, Hannover 1983, 77–89.
- 1984. Тодорова, Х., Димов, Т., Бояджиев, Я. Разкопки на енеолитния некропол в Дуранкулак. – Археологически открития и разкопки през 1983, 29-та Нацианална археологическа конференция (Смолян 1984) 18.
- 1985a. Тодорова, Х., Димов, Т. Разкопки на праисторическия некропол при Дуранкулак. – Археологически открития и разкопки през 1984, 30-та Нацианална археологическа конференция (Сливен 1985) 42–43.
- 1985b. Тодорова, Х., Димов, Т., БОЯДЖИЕВ, Я. Праисторически некропол край с. Дуранкулак, Толбух. окръг. – Сборник Добруджа 2, 1985, 3–12.
- 1986a. Тодорава, Х., Димов, Т. Разкопки на праисторическия некропол край с. Дуранкулак, Толбухински окръг. – Археологически открития и разкопки през 1985, 31-ва Нацианална археологическа конференция (Велико Търново 1986) 25–26.
- 1986b. Аврамова, М. Накити от праисторическия некропол при с. Дуранкулак, Варненска област. – Сборник Добруджа 3, 1986, 75–84.
- 1987. Вайсов, И. Погребение с идоли от праисторичиския некропол край село Дурункулак, Толбухински окръг. – Сбобник Добруджа 4, 1987, 77–82, и обр. 11–13.
- 1992. Vajsov, I. Anthropomorphe Plastik aus dem prähistorischen Gräberfeld bei Durankulak. – Studia Praehistorica 11–12, 1992, 95–113.
- 1994. Budov, J. The Different Types of Ritual Pits in Durankulak and their Contents. – In: M. Lazarov. Ch. Angelova (Hrsg.) Proceeding of the International Symposium Thracia Pontica, Sozopol, Sept. 1994. Thracia Pontica 6, 1, 1994, 69–72.
- 1998a. Аврамова, М. Накити от злато и мед от енеолитния некропол до с. Дуранкулак, Варненска област. – In: Трети национален симпозиум „България – древност и съвремие“ (София 1990) 54–58.
- 1988b. Тодорова, Х. Проучвания на праисторическия некропол в Дуранкулак през 1985 г. – Acta Terra Antiqua Balcanica 3 (Sofia 1988) 14–19. ГодСоф УнивИстФак 78, 3
- 1989. Тодорова, Х. Праисторически некропол на брега на Дуранкулашкото езеро. – Археологически открития и разкопки през 1988, 34-та Нацианална археологическа конференция (Кърджали 1989) 14–15.
- 1998a. Аврамова, М. Два халколитни гроба от некропол при Дуранкулак, Добричко. – Археология 3–4, 1998, 47–51.
- 1998b. Todorova, H., Dimitrov, K. Die äneolithische Sozialstruktur auf Grund der Angaben des Gräberfeldes von Durankulak. – In: The Prehistoric Research in Greece and its Perspectives: Theoretical and Methodical Considerations. Proceeding of the International Symposium in Memory of D.R. Theocharis. Thessaloniki – Kastoria 1998 (Thessaloniki 1998) 373–380.
- 2000. Димов, Т. Античен некропол на западния бряг на Дуранкулашкото езеро. – Сборник Добруджаа 17–18, 2000, 11–31. 349–363.
- 2001. Бояджиев, Я. Погребални съоръжения в праисторическия некропол при с. Дуранкулак. – Годишник на археологическия институт и музей. 2001/1, 95–128.
- 2003. Костов, Р., Димов, Т. Минералогична характеристика на неметални украшения от праисторическия некропол на западния бряг на Дуранкулашкото езеро. – ГеологMинерPесу 10, 2003, 23–29.
- 2008. Костов, Р. Минералогични особености на антигоритовия серпентинит като суровина сред неолитните и халколитните артефакти от територията на България. — In: В. Славчев (ред.). Варненският халколитен НЕК а Ал и проблемите на праисторията на Югоизточна Европа. Studia in Memoriam Ivan Ivanov the Varna Eneolithic Nicropolis and Problems of Prehistory in Southeast Europe. Acts Musei Varnaensis VI. 2008, 75—83.
- 2012. Stratton, S., BORIĆ, D. Gendered bodies and objects in a mortuary domain: Comparative analysis of Durankulak cemetery. – In: R. Kogălniceanu, R.-G. Curcă, M. Gligor, S. Stratton (eds.). Homines, Funera, Astra Proceedings of the International Symposium on Funerary Anthropology. (5–8 June 2011 ‘1 Decembrie 1918’ University [Alba Iulia, Romania]), BAR International Series 2410 (Oxford, Archaeopress 2012), 71–79.
- 2013a. Церна, Ст. В. Опыт анализа распределения глиняной антропоморфной пластики в погребениях нео-энеолитического могильника Дуранкулак (Северо-Восточная Болгария). – In: I.V. Manzura/S.V. Ţerna (eds.) Stratum Plus 2, Inhabited Space in European Prehistory (Saint Petersburg–Kishinev–Odessa–Bucharest 2013), 167–198.
- 2013b. Windler, A., Thiele, R., MÜLLER, J. Increasing inequality in Chalcolithic Southeast Europe: the case of Durankulak. – Journal of Archaeological Science 40 (2013) 204–210.
- 2017. Windler, A. Increasing Inequality and the Abandonment of Tell-Settlements: The Case of Durankulak. – In: Svend Hansen, Johannes Müller (eds.). Rebellion and Inequality in Archaeology. Proceedings of the Kiel Workshops Archaeology of Rebellion (2014) and Social Inequality as aTopic in Archaeology (2015). Kiel 2017, 103–112.